# Cardet
|  | Per a altres significats, vegeu «Cardet (desambiguació)». |

Cardet és un poble situat en el terme municipal de la Vall de Boí a la comarca de l'Alta Ribagorça. És a la part meridional del terme, enlairat damunt de la riba dreta de la Noguera de Tor. S'hi accedeix per una carretera local que surt de la L-500, a prop del punt quilomètric número 10. És un conjunt històric declarat bé cultural d'interès nacional.
Situat aproximadament a quasi 1.200 m d'altura, es pot veure bona part de la vall, i també és visible des de molts llocs, el poble de Cardet. L'absis de l'església, alt i situat en un fort desnivell destaca tant des de Barruera com des de molts altres llocs de l'entorn.
L'església parroquial de Cardet, dedicada a Santa Maria, és romànica, i una de les considerades Patrimoni de la Humanitat, juntament amb la resta d'esglésies romàniques de la Vall de Boí.

## Etimologia
Segons Joan Coromines, Cardet prové de carduetum (camp de cards). Es tracta, per tant, d'un topònim romànic de caràcter descriptiu.

## Història

### Edat mitjana

Frontal d'Altar de Cardet, conservat al MNAC

Cardet apareix citat per primera vegada en documents del 1054, quan figura com a termenal de Castilló de Tor. A la meitat del segle xi apareix esmentat diverses vegades en els convenis pallaresos de l'època (convinences), sempre cedida (venuda o bescanviada) pels comtes de Pallars Sobirà a favor dels de Pallars Jussà: 1064, 1067, 1094… El castell de Cardet exercí de control d'entrada a la vall; actualment no sembla quedar-ne cap vestigi.
Molt possiblement vers 1070 fou donada als Guerreta per Ramon V de Pallars Jussà. El 1157 el castell de Cardet va ser lliurat en donació per Bernat I d'Erill al monestir de Lavaix, en marxar cap a Jerusalem. Aquest monestir degué mantenir la jurisdicció del lloc fins a la fi de les senyories, a mitjan segle xix.

### Edat moderna
En el Fogatge del 1553 hi consten dos focs (uns 10 habitants).

### Edat contemporània
Pascual Madoz parla de Cardet en el seu Diccionario geográfico... del 1845. Està situat al peu d'una alta muntanya, que l'arrecera dels vents de l'oest, amb clima saludable. Formaven el poble 7 cases d'una sola planta i l'església parroquial de santa Maria, servida per rector de concurs ordinari. Una mica apartada del poble, té el cementiri al costat. Pertany al poble la casa de les Cabanasses, que serveix d'hostal.
El terreny és muntanyós, trencat i pedregós, i s'artiguen alguns trossos comunals per a conrear alguns anys, que després s'abandonen. Hi ha molt pocs arbres, i són àlbers, freixes, oms, avellaners silvestres i bardisses. S'hi produïa sègol, civada i patates, i hi ha bestiar boví de conreu. La cacera és de conills, perdius, llebres i abundants llops. Formen el poble 3 veïns (caps de família) i 18 ànimes (habitants).
El 6 de setembre de 1907 va ser un dels llocs per on va passar la Missió arqueològico-jurídica a la ratlla d'Aragó, organitzada per l'IEC amb la missió de protegir el patrimoni artístic català. L'equip estava format per Josep Puig i Cadafalch, Guillem Marià Brocà, Josep Gudiol, Josep M.Goday i Adolf Mas.

## Activitat econòmica
La principal activitat econòmica és la ramaderia amb ramats transhumants. El turisme està una mica desenvolupat, en el poble, però no prou per haver-lo transformat, com ha passat en altres pobles de la vall.

## Festes i tradicions
Cardet celebra la seva festa major el 15 d'agost. El 8 de setembre té lloc la festa petita.

## Serveis turístics
En primer lloc, cal esmentar els serveis de cara al turisme derivats de la declaració de les esglésies romàniques de la Vall de Boí per la UNESCO. Arran d'aquesta declaració, s'ha construït un Centre d'interpretació del romànic a Erill la Vall, que ofereix una visita amb modalitat de lliure i guiada a la totalitat de les esglésies incloses en el catàleg. És una de les visites més recomanables del municipi i de la comarca. A Cardet, l'església parroquial de Santa Maria de Cardet entra en el catàleg d'esglésies romàniques de la vall.
L'oferta turística a Cardet és força limitada, encara que es desdobli en campanya d'hivern, enfocada de cara a l'esquí, i d'estiu, enfocada de cara a la muntanya i al turisme familiar de vacances.
La llista d'establiments d'allotjament és ampla:
Residències de turisme rural:
- Casa Ferrer, Casa Torallola I i Casa Torallola II.

A més, cal comptar amb establiments semblants a diversos pobles de la vall i dels voltants, dins del terme del Pont de Suert, sobretot.